# Teatro Praga
O Teatro Praga é uma companhia de teatro portuguesa fundada em 1995, sediada na Rua das Gaivotas 2, em Lisboa.
Define-se a si própria como "um grupo de artistas que trabalham sem encenador e que pretendem sublinhar a irrepetibilidade da prática teatral". Foi fundada por Pedro Penim, um ator e encenador português.